# Koszovói háború
A koszovói háború a Jugoszlávia 1990-es években végbemenő felbomlásakor lezajló délszláv válság egyik fegyveres konfliktusa volt. Az 1990-es évekre meghatározóan albán többségű Koszovó autonóm tartomány, a jugoszláv tagköztársaságokhoz hasonlóan független állammá akart válni, amit a koszovói albánok kezdetben békés eszközökkel, majd fegyveres harccal próbáltak elérni. A koszovói háború 1998-ban kezdődött, amikor a Koszovói Felszabadítási Hadsereg (UÇK) gerillaháborút indított a JSZK erői ellen. A szerb nacionalista Milosevics-rezsim válaszul célul tűzte ki az albánok tömeges elűzését Koszovóból, ami a NATO fegyveres intervencióját vonta maga után. A válság fegyveres szakaszát az ENSZ Biztonsági Tanácsának 1244. számú határozata zárta le, mely Koszovót ENSZ-protektorátussá tette NATO-megszállás alatt. A határozat nem rendezte a tartomány jövőbeni státuszát. Koszovó 2008. február 17-én egyoldalúan kinyilvánította függetlenségét, amit jelenleg 101 ENSZ-tagállam ismer el.

## Előzmények
Bár Koszovó a szerb nemzettudat központi elemét képezi (rigómezei csata), a mai értelemben vett, korábban államként soha nem létezett terület csak az első Balkán-háború után vált Szerbia részévé. Ekkorra már a régió lakosságának többsége albán volt, akik nem kívántak szerb uralom alatt élni. A királyi Jugoszlávia igyekezett elszerbesíteni a térséget, azonban ezzel csak tovább szította a két nép közti feszültséget. Több Albániához csatlakozást célzó felkelés is kitört, a szerbek ezeket azonban leverték. A második világháború során azonban olasz felügyelet alatt ideiglenesen létre jött a Koszovót is magába foglaló Nagy-Albánia.
A Josip Broz Tito vezette szocialista Jugoszlávia idején Koszovó helyzete stabilizálódott. Először autonóm körzetté, majd 1963-ban autonóm tartománnyá vált, amelyben egyre tágabb jogokat biztosítottak az albán többségnek (hivatalos nyelv, albán egyetem). Az 1974. évi jugoszláv alkotmány Koszovónak lényegében tagköztársasági jogokat adott, leszámítva az országból való kilépés (elvi) jogát. A stabilitás és fejlődés ellenére Koszovó Jugoszlávia egyik legszegényebb régiója maradt. Az albán népesség gyorsan növekedett, miközben a szerbek száma az elvándorlás miatt csökkenni kezdett.
Tito 1980-as halálát követően Jugoszláviában éleződtek a nemzeti nacionalizmusok, amelyek az adott nép pozícióinak megerősítésére törekedtek. Koszovóban 1981-ben az albánok tömegtüntetésen követelték, hogy a tartomány kapja meg a tagköztársasági státuszt. A tüntetések erőszakos leverése után Koszovó destabilizálódott és újra felszínre kerültek a szerb–albán ellentétek.
A néhány évvel később megerősödő szerb nacionalizmus színre lépését a Szerb Tudományos és Művészeti Akadémia 1986-os memorandumához szokás kötni. A drámai hangvételű memorandum a koszovói szerbség védelmét követelte a tartomány autonóm státuszának eltörlésével. Erre rövidesen sor került, amikor a szerb tagköztársaság vezetését megszerző, a szerb nacionalista eszméket magának valló Slobodan Milošević 1989-ben az antibürokratikus forradalom után felszámolta a Szerbiához tartozó autonóm tartományok, Koszovó és a Vajdaság érdemi autonómiáját. Milošević 1989. július 28-án, a rigómezei csata 600. évfordulóján Pristina mellett tartott beszédében nem zárta ki a fegyveres harc lehetőségét sem a szerb politikai küzdelmek megvívásához.

## A passzív ellenállás időszaka (1990−1997)
A hidegháború végével és a keleti blokk felbomlásával Jugoszláviában is megbukott a szocializmus. 1990-ben országszerte demokratikus választásokat tartottak, amiket azonban a koszovói albánok bojkottáltak, mivel nem fogadták el a tartomány státuszának megszüntetését. Helyette párhuzamos parlamentet alakítottak, amely 1991. szeptember 22-én kimondta Koszovó teljes függetlenségét. Ezt népszavazással is megerősítették, a független Koszovót azonban csak Albánia ismerte el. Az Ibrahim Rugova által vezetett albánok nem indítottak fegyveres harcot a szerbek ellen, passzív ellenállással kívánták rábírni a szerbeket a függetlenség elismerésére.
A következő években Koszovó kettős uralom alatt állt. A tartomány hivatalos intézményeit a Jugoszláv Szövetségi Köztársaságot irányító szerbek vették át és katonailag is ellenőrizték a területet. Az albán népesség azonban elutasította a szerb uralmat, nem vette igénybe az állami szolgáltatásokat, helyette a párhuzamos albán intézményeket (oktatás, egészségügy) használta. A koszovói gazdaság teljesen összeomlott, az albán népesség a szürkegazdaságból és a diaszpóra támogatásából élt. A patthelyzet egészen 1997 végéig fennmaradt. Az albánok ugyanis nem voltak felkészülve a fegyveres harcra, míg a szerbek a horvátországi és boszniai háborúkkal voltak elfoglalva, így tolerálták a koszovói helyzetet. Az albánok azt remélték, hogy a boszniai háborút lezáró béketárgyalásokon Koszovó helyzetét is a számukra kedvezően rendezni fogják.
Miután az 1995 végén megkötött daytoni békeszerződés meg sem említette Koszovót, a passzív ellenállás kudarcot vallott. Egyre több albán vetette fel a fegyveres harc lehetőségét a szerbek ellen. Rövidesen megindult a Koszovói Felszabadítási Hadsereg (UÇK) megszervezése, amiben a svájci és ausztriai albán diaszpóra játszott meghatározó szerepet. A kezdetben kis létszámú szervezet egyre több gerillatámadást hajtott végre szerb rendőrök ellen, azonban komolyabb harcokra még nem került sor. 1997-ben viszont az albán piramisjáték-válság során összeomlott Albánia közigazgatása és a kitört polgárháborúban jelentős mennyiségű könnyűfegyverzetet csempésztek Koszovóba, ami az UÇK-hoz került.

## A koszovói háború (1998−1999)
A megerősödött, fegyverekkel rendelkező UÇK 1998-ban nagyszabású gerillaháborút indított a szerb rendőri és katonai egységek ellen Koszovó függetlenségnek kivívása céljából. A harcok kitörése egybeesett a felkelők egyik vezetőjének, a szerbek által terroristának tekintett Adem Jasharinak és közel 60 tágabb családtagjának halálával: a szerb hadsereg a korábbi rajtaütések megtorlásaként jelentős erőkkel megostromolta Jashari Prekazban található otthonát és végzett az ott tartózkodókkal (köztük gyerekekkel és nőkkel is). A háború folyamán mindkét oldal többször folyamodott az etnikai tisztogatáshoz és civilek kivégzéséhez.
A következő hónapokban az UÇK fokozta tevékenységét a Drenica-völgyben, valamint az albán határterületeken. A felkelők rövidesen elfoglalták Koszovó 40%-át (nagyrészt a hegyeket és a falvakat), júliusban ideiglenesen Orahovac város is az uralmuk alá került. A nagyobb városok (Phristina, Prizren, Peć) azonban szerb uralom alatt maradtak, patthelyzet alakult ki. A harcok szeptemberig mintegy 700-2000 áldozatot követeltek és 200 000 ember elmenekült. Milosevics a növekvő nyugati nyomás hatására október 12-én a Holbrooke-Milosevics egyezményben hajlandó volt tűzszünetet kötni az UÇK-val, ez azonban nem ért el valódi eredményt. 1999 januárjában a szerb erők 45 albánt végeztek ki Račak faluban, köztük nyilvánvalóan civileket. Az incidenst a nemzetközi közvélemény elítélte és később a NATO bombázások egyik indokaként szolgált.
A háború lezárására az NATO a rambouilleti konferencián tett kísérletet 1999 februárjában. A kidolgozott javaslat szerint Koszovó egyelőre a Jugoszláv Szövetségi Köztársaság része maradt volna, de teljes autonómiával. A szövetségi hadseregnek el kellett volna hagynia a tartományt, ami NATO-megszállás alá került volna, míg státusza el nem dől. Az albán delegációt vezető UÇK-vezér, Hashim Thaçi elfogadta a feltételeket, a szerbek azonban - a független Koszovó elvi lehetősége és a szerb csapatok kivonásának kötelezettsége miatt - elutasították.

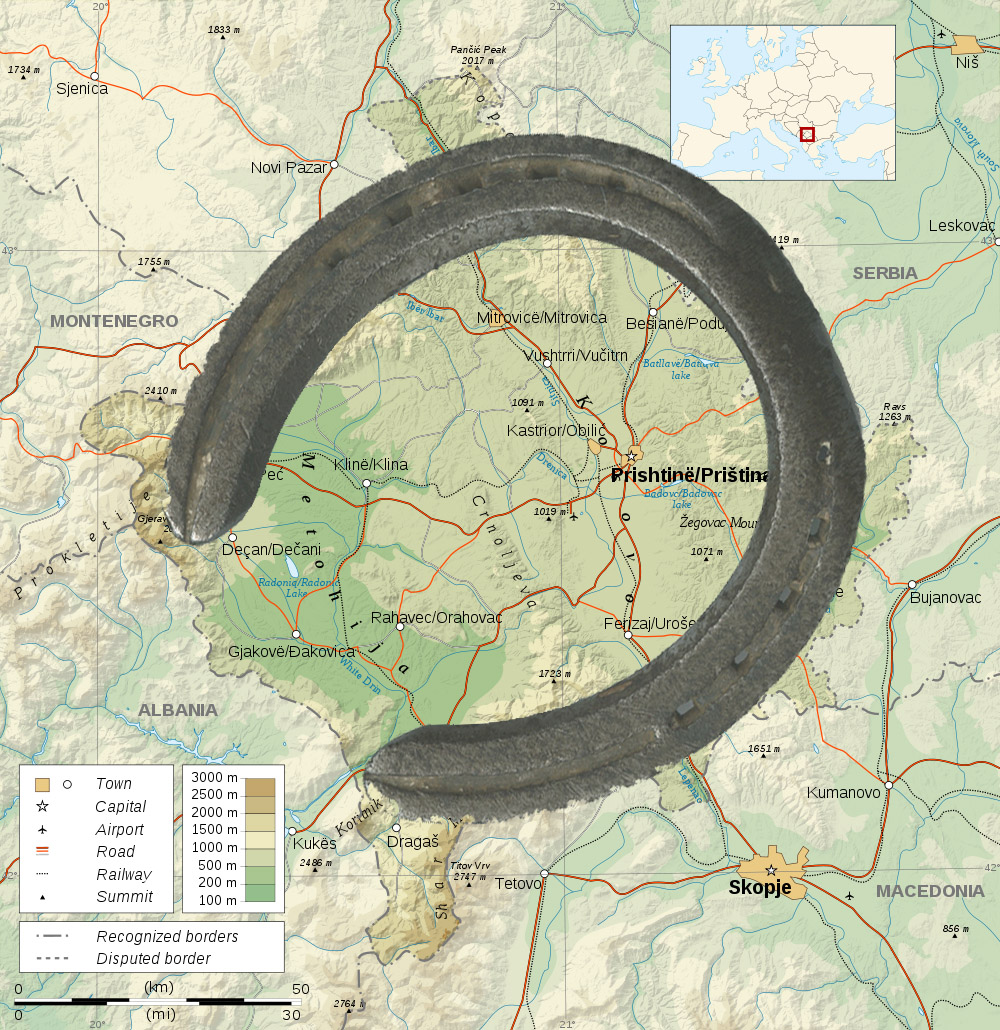
A Patkó-hadművelet távlati terve: az albán ellenállás felszámolása a népesség a patkó alatt lévő területekről való elűzésével

Milosevics a konfliktus gyors megoldását a koszovói albánok tömeges elűzésével kívánta elérni. A NATO ennek ürügyén 1999. március 24-től légitámadásokat indított Jugoszlávia ellen, hogy újra tárgyalásokra kényszeríthesse. A légicsapások sokáig nem értek eredményt: eszkalálták a szerb katonai fellépést Koszovóban, a Patkó-hadművelet során több százezer albánt űztek el otthonából, sokan Albániába, Macedóniába és Montenegróba menekültek. Az UÇK is jelentős veszteségeket szenvedett, azonban nem omlott össze. A NATO-bombázások lerombolták Jugoszlávia infrastruktúrájának jelentős részét, valamint több száz civil halálát is okozták. A nemzetközi közvélemény azonban az albánok mellé állt, a milosevicsi Jugoszlávia elszigetelődött (Oroszország, Kína, de még az ország részét képező, de önálló tagköztársaság Montenegró is semleges maradt). Milosevics június 9-én kénytelen volt elfogadni a NATO feltételeit, kivonult Koszovóból, ami a NATO megszállása alá került.
Az ENSZ Biztonsági Tanácsa június 10-én meghozta 1244. számú határozatát, amely nemzetközi jogilag szentesítette a tartomány új helyzetét. Koszovó de jure Jugoszlávia része maradt, azonban ENSZ igazgatás és NATO-megszállás alá került. A jugoszláv erőknek ki kellett vonulnia a tartományból, az UÇK-nak pedig le kellett adni fegyvereit. A bevonuló NATO erők nem ütköztek ellenállásba, megindulhatott az albán menekültek visszatérése is. A védtelenül maradt koszovói szerbek és szövetségeseik (pl. romák) azonban a pacifikáció első hónapjaiban ki voltak téve az albánok bosszújának, ami gyilkosságokban, házaik lerombolásában manifesztálódott. Több szerb kulturális-szakrális műemléket is leromboltak, illetve megrongáltak. Az üldöztetés elől több tízezer szerb és roma menekült el.

## Következmények

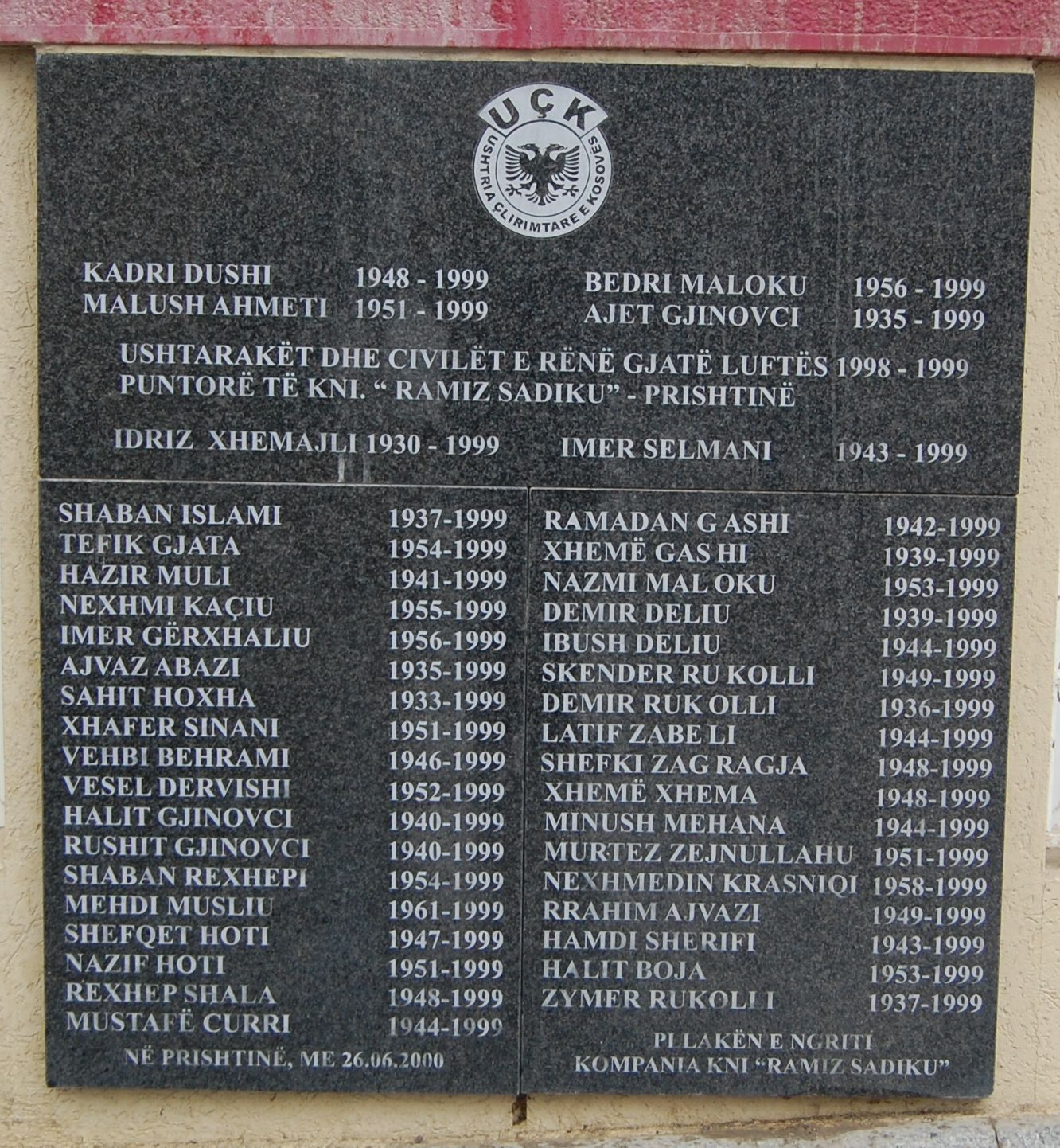
UCK emlékmű Pristinában

A koszovói háború végül a NATO intervenciójának következtében a koszovói albán felkelők győzelmével végződött. A volt tartomány ENSZ-protektorátussá vált, amiben nemzetközi felügyelet mellett az albánok egy demokratikus államszervezetet építhettek ki.
A Koszovói Felszabadítási Hadsereg viszont nem állt le. Erői beszivárogtak a szomszédos Macedóniába, ahol felhergelve a helyi albán kisebbséget újabb háborút robbantottak ki, itt viszont nem sikerült érvényesíteni a koszovói modell-t, mivel a NATO itt már szembe szállt a gerillákkal.
2008. február 17-én Koszovó egyoldalúan kinyilvánította függetlenségét, amit jelenleg 114 állam ismer el. Bár állami létét ma már nem vonják kétségbe, Koszovó nem lehet tagja az ENSZ-nek és több nemzetközi szervezetnek. A nemzetközi jog továbbra is az 1244-es BT határozat rendelkezéseit tekinti rá érvényesnek. Koszovó teljes elismertségéhez szükség van arra, hogy Szerbia hivatalosan is elfogadja a korábbi tartománya függetlenségét, amit egyelőre csak hallgatólagosan vesz tudomásul. Szerbia uniós tagságának ugyanakkor nem hivatalos feltétele a két ország közti viszony végleges rendezése.
Az ENSZ és a NATO garantálta a Koszovóban maradt szerb kisebbség védelmét, azonban 2004-ben újabb szerbellenes zavargások törtek ki. Napjainkban a Koszovóban maradt szerbek többsége a Szerbiával szimbiózisban élő Észak-Koszovóban él, rajtuk kívül mintegy 20 000 szerb él szórványban szerte az országban.

## Háborús bűnök

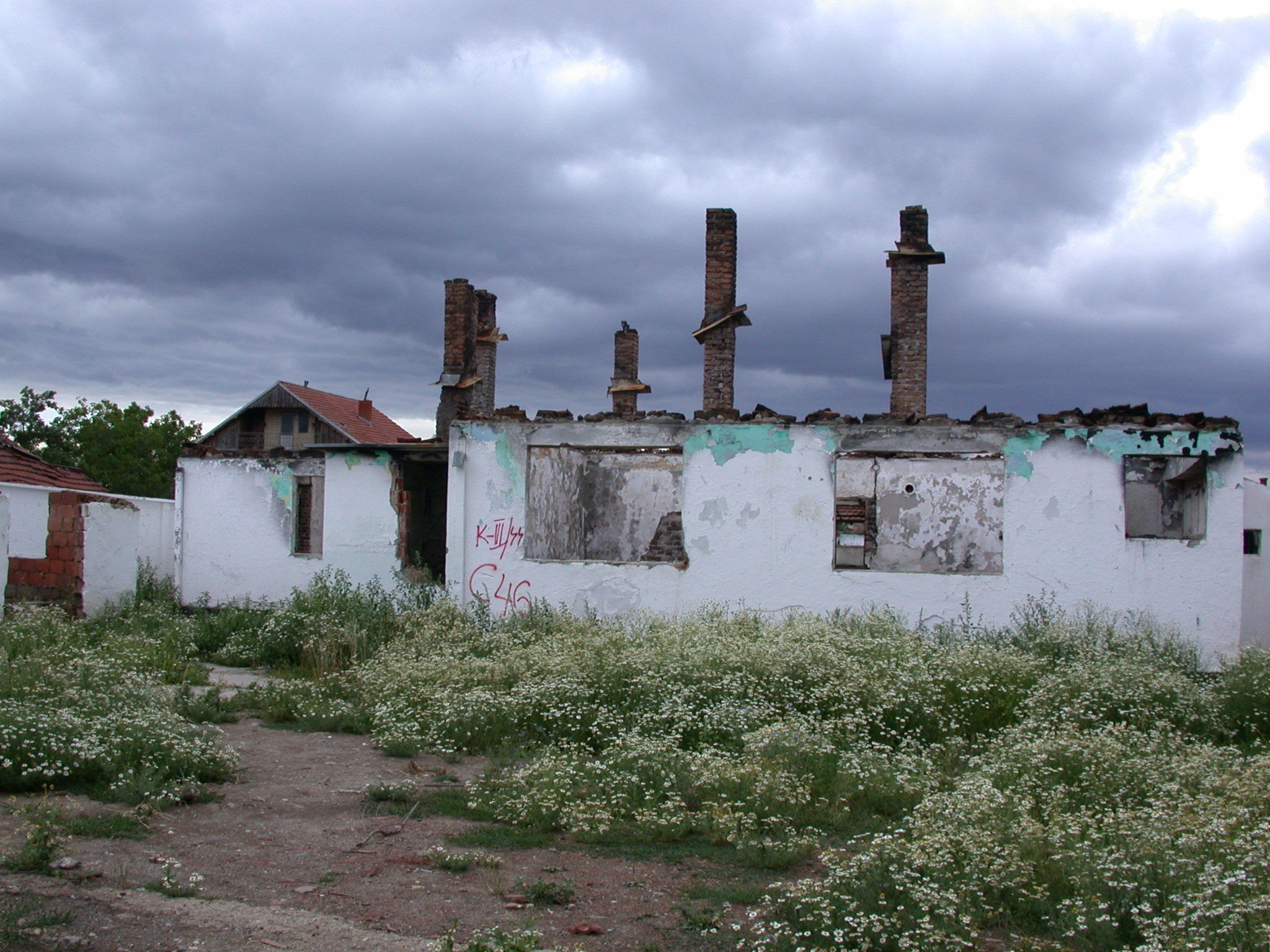
Romák 2004-ben lerombolt házai Kosovska Mitrovicában

A koszovói háborúban mindkét fél követett el háborús bűnöket. Az elkövetők egy részét a volt Jugoszlávia területén 1991 óta elkövetett, a nemzetközi humanitárius jogot súlyosan sértő cselekményekért felelős személyek megbüntetésére létrejött Nemzetközi Törvényszék (ICTY) vonta felelősségre. A szerbek részéről komoly kritikaként merült fel, hogy számos háborús bűnök elkövetésével vádolt UÇK-vezetőt nem vontak felelősségre, illetve felmentettek. Ramush Haradinaj volt koszovói miniszterelnök két ízben is az ICTY elé került, azonban mindkét esetben felmentették bizonyítékok hiányában. Hashim Thaçit, aki szintén Koszovó miniszterelnöke, majd később elnöke lett, az Európa Tanács rapportőrje, Dick Marty 2010-es jelentésében egy olyan bűnszervezet vezetésével vádolta meg, amely az UÇK foglyainak szerveivel kereskedett. Thaçi visszautasította a vádakat, és a jelentésnek nem lett következménye.
Külön kérdésként merül fel, hogy a civil áldozatokat eredményező NATO-bombázások (pl. Szerb rádió központjának lebombázása Belgrádban, a gredalicai vasúti híd felrobbantása) háborús bűncselekménynek minősülnek-e.